# Llandrindod Wells
Llandrindod Wells o Llandrindod ([ɬanˈdɾindɔd]ⓘ Trinity Parish) es una ciudad y comunidad de Powys, dentro de los límites históricos de Radnorshire, País de Gales. Además, es la sede del Consejo del Condado de Powys y por lo tanto el centro administrativo de Powys. Se desarrolló como una ciudad balneario en el siglo XIX, con un auge en el siglo XX como centro del gobierno local. Antes de la década de 1860 el sitio de la ciudad es la tierra común en la parroquia Cefnllys. Llandrindod Wells es la quinta ciudad más grande de Powys. Es apodada localmente «Llandod o Dod».